# Festival du court métrage d'humour de Meudon
Le Festival du court métrage d'humour de Meudon est un festival de courts-métrages qui a lieu tous les ans depuis 1990 au mois d'octobre à Meudon dans les Hauts-de-Seine. Jusqu'en 2000, les films sont projetés dans la salle de cinéma de la maison Saint-Philippe. À partir de 2001, le festival se tient au nouveau centre d'art et de culture de Meudon.
Des prix sont remis par un jury de professionnels, par le public et depuis 2000 par un jury jeunesse. La dénomination des prix a évolué au cours des années. Le premier prix du jury est maintenant aussi appelé grand prix du jury. Le deuxième prix du jury est devenu le prix spécial du jury.

## Palmarès

### Premier prix du jury
- 1990 : Foutaises de Jean-Pierre Jeunet
- 1991 : Les Derniers Morts de Yves Buclet
- 1992 : Bonjour je vais à Toulouse de Jacques Mitsch
- 1993 : Foudamour, la lune promise de  Kram et Plof
- 1994 : Ayrton la bête de Rémy Burkel ex aequo avec D 14 de Frédéric Blasco
- 1995 : Plaisir d'offrir de François Morel
- 1996 : J'aime beaucoup ce que vous faites de Xavier Giannoli
- 1997 : Il y a des journées qui mériteraient qu'on leur casse la gueule de Alain Beigel
- 1998 : Mes plus beaux souvenirs d'Isabelle Dinelli
- 1999 : Au bout du monde de Konstantin Bronzit
- 2000 : Gelée précoce de Pierre Pinaud
- 2001 : Ces jours heureux d'Éric Toledano et Olivier Nakache
- 2002 : Pourkoi... passkeu de Tristan Aurouet et Gilles Lellouche
- 2003 : Pacotille de Eric Jameux
- 2004 : La Baguette de Philippe Pollet-Villard
- 2005 : French kiss de Antonin Peretjatko
- 2006 : Mon dernier rôle de Olivier Ayache-Vidal
- 2007 : Le Mozart des pickpockets de Philippe Pollet-Villard
- 2008 : Paul Rondin est... Paul Rondin de Frédérick Vin
- 2009 : Annie de Francia de Christophe Le Masne
- 2010 : Quatuor de Jérôme Bonnell
- 2011 : Lazarov de Nietov
- 2012 : Voisin Voisin de Timothée Augendre et Geoffroy Degouy
- 2013 : Diagnostic de Fabrice Bracq
- 2014 : Prktrnic de Julien Patry
- 2015 : Eiffel Indésirable de Valérian Cadici et David coudyser
- 2016 : L'avenir est à nous de Benjamin Guillard

### Deuxième prix du jury
- 1990 : Pas décerné
- 1991 : Impacts de Rémy Giordano
- 1992 : La Dernière Tentation de Chris de Patrick Malakian
- 1993 : Ménage de Pierre Salvadori
- 1994 : Pas décerné
- 1995 : La Mort du chanteur de Mexico de Laurent Firode
- 1996 : Les Mésaventures d'Alfred le crapaud de Jon J. Carnoy
- 1997 : Une place au soleil de Olivier de Plas
- 1998 : Jour de chômage de Sébastien Sort
- 1999 : Rencontre à New-York de Claude Saint-Antoine
- 2000 :
- 2001 :
- 2002 : Good luck Mr Grosky de Félicie Dutertre
- 2003 : Dies iræ de Alexandre Astier
- 2004 : Zoé et les pachydermes de Rémy Hatzfeld ex aqueo avec Un beau jour un coiffeur de Gilles Bindi
- 2005 : La Révolution des crabes de Arthur de Pins
- 2006 : Allan de Frédéric Azar
- 2007 : Surprise ! de Fabrice Maruca
- 2008 : Le Secret de Salomon de David Charhon
- 2009 : La Chaine du froid de Métilde Weyergans et Samuel hercule
- 2010 : Droit dans le mur de Matthias Girbig et Frédéric Ruiz
- 2011 : Ridicule de Audrey Najar et Frédéric Perrot
- 2012 : Bad Toys 2 de Daniel Brunet et Nicolas Douste
- 2013 : Monsieur Leroi de Charles Henry et Simon Masnay, Production : Studio Kremin
- 2014 : Je suis un tombeur de Juliette Tresanini et Paul Lapierre
- 2016 : Je te tiens, tu me tiens d'Éric Guirado

### Premier prix du public
- 1990 : Waka Waka de David Pharao
- 1991 : Impacts de Rémy Giordano
- 1992 : Bonjour je vais à Toulouse de Jacques Mitsch
- 1993 : À la poursuite du Bargougnan de Laurent Ardoint, Stéphane Duprat et Florence Roux
- 1994 : Deux ex Machina de Vincent Mayrand
- 1995 : Peinard de Denis Bardiau et Pascal Chaumeil
- 1996 : Le Homard de Artus de Penguern
- 1997 : Une belle nuit de fête de Lionel Epp
- 1998 : En désespoir de cause de Vincent Loury
- 1999 : Les Petits Souliers d'Éric Toledano et Olivier Nakache
- 2000 : Gelée précoce de Pierre Pinaud
- 2001 : Ces jours heureux d'Éric Toledano et Olivier Nakache
- 2002 : Good luck Mr Grosky de Félicie Dutertre
- 2003 : Pacotille de Eric Jameux
- 2004 : Un beau jour un coiffeur de Gilles Bindi
- 2005 : La Révolution des crabes de Arthur de Pins
- 2006 : Comme un air... de Yohan Gloaguen
- 2007 : Surprise ! de Fabrice Maruca
- 2008 : Arrêt demandé de Thomas Perrier
- 2009 : Annie de Francia de Christophe Le Masne
- 2010 : Le Grand Moment de solitude de Wilfried Méance
- 2011 : Prochainement sur vos écrans de Fabrice Maruca
- 2012 : Le Robot des étoiles de Jérôme Debusschère
- 2013 : Zygomatiques de Stephen Cafiero
- 2014 : ex-aequo : Prktrnic de Julien Patry et Peuple de Mylonesse pleurons la reine Naphus d'Éric Le Roch
- 2016 : ex-aequo : L'avenir est à nous de Benjamin Guillard et Speed/Dating de Daniel Brunet et Nicolas Douste

### Deuxième prix du public
- 1990 : Pas décerné
- 1991 : Les Derniers Morts de Yves Buclet
- 1992 : La Dernière Tentation de Chris de Patrick Malakian
- 1993 : Jour de fauche de Vincent Monnet
- 1994 : Méprises de Myriam Aziza ex aequo avec D 14 de Frédéric Blasco
- 1995 : En garde, Monsieur de Didier Fontan
- 1996 : Les Lacets de Stéfan Le Lay
- 1997 : Nous sommes tous des anges de Simon Lelouch
- 1998 : La Vache qui voulait sauter par-dessus l'église de Guillaume Casset
- 1999 : Au bout du monde de Konstantin Bronzit
- 2000 : Pixie de Guillaume Lecoquierre alias Guillaume Pixie
- 2001 : Des nouvelles de la tour L de Samuel Benchetrit
- 2002 : Heures creuses de Sébastien Sort

### Mention spéciale du jury
- 1990 : Pas décernée
- 1991 : Brigitte de G. Pujol
- 1992 : Pas décernée
- 1993 : Pas décernée
- 1994 : Pas décernée
- 1995 : Le P'tit Bal de Philippe Decouflé
- 1996 : 'Pas décernée
- 1997 : La Pisseuse de Frédéric Benzaquen et Suzanne Legrand (Mention spéciale pour l'interprétation de Suzanne Legrand)
- 1998 : Le Château d'eau de Christian Carion (Mention spéciale pour l'interprétation de Jacques Mussier)
- 1999 : Pas décernée
- 2000 : Pas décernée
- 2001 : Pas décernée
- 2002 : Sachez chasser de Elsa Barrere et Marc Fitoussi
- 2003 : Plat du jour de Sophie Boudre
- 2004 : Petite Routine de Matthieu Van Eeckhout
- 2005 : Pas décernée
- 2006 : Carlitopolis de Luis Nieto
- 2007 : Premier Voyage de Grégoire Sivan
- 2008 : Eskimo d'Alexandre Louvenaz et Yannick Moulin
- 2009 : Pas décernée
- 2010 : Climax de Frédéric Sojcher
- 2012 : Les Chiens verts de Mathias Rifkiss et  Colas Rifkiss
- 2013 : Cavalerie de Xavier Leblanc et Emmanuel Poulain-Arnaud
- 2016 : ex-aequo : 90C de Nicolas Romieu et Chèvre ou vache de Lauriane Escaffre et Yvonnick Muller

### Prix de la jeunesse
- 2001 : Génération Cutter de Mabrouk El Mechri
- 2002 : Le Cœur sur la main de Marie-Anne Chazel
- 2003 : Concours de circonstance de Mabrouk El Mechri
- 2004 : Un beau jour un coiffeur de Gilles Bindi
- 2005 : La Révolution des crabes de Arthur de Pins
- 2006 : Une histoire de pieds de David Foenkinos et Stéphane Foenkinos
- 2007 : Le Dîner de Cécile Vernant
- 2008 : Le Secret de Salomon de David Charhon
- 2009 : Une journée quotidienne de Elsa Bayau
- 2010 : Le Grand Moment de solitude de Wilfried Méance
- 2011 : Prochainement sur vos écrans de Fabrice Maruca
- 2012 : Deal de Wilfried Méance
- 2013 : Clean de Benjamin Bouhana
- 2014 : Papa dans maman de Fabrice Bracq
- 2016 : L'avenir est à nous de Benjamin Guillard

### Prix d'interprétation
- 2001 :  Lorànt Deutsch pour Ta sœur
- 2002 :  Claire Pérot et Jean-Noël Brouté pour Heures creuses
- 2003 :  Gwendoline Hamon et Michel Vuillermoz pour Plat du jour
- 2004 :  Philippe Pollet-Villard et Richard Morgiève pour La Baguette
- 2005 : Michel Aymard et Philippe Fontana pour L'Entreprise
- 2006 : Gérard Lecaillon pour Allan
- 2007 : Philippe Pollet-Villard et Richard Morgiève pour Le Mozart des pickpockets
- 2008 : François Berland pour Paul Rondin est... Paul Rondin
- 2009 : Nanou Garcia, Fanny Lefebvre et Anita Le Masne pour Annie de Francia
- 2010 : Yvon Martin et Philippe Rebbot pour Donde esta Kim Basinger
- 2011 : Agnès Doolaeghe pour Comme deux poissons dans l'eau
- 2012 : Pascal Demolon pour Voisin Voisin et Les Chiens verts
- 2013 : Alexandre Astier et Simon Astier dans le film Zygomatiques
- 2014 : Robin Canac dans le film Prktrnic de Julien Patry
- 2016 : Sophie Lavernhe dans le film Le saviez-vous ? : le CD du Collectif La Grande Katia

## Sources et liens externes
- Pour la période de 1990 à 1999 : le programme officiel du Festival de Meudon.

- Site officiel
- (fr) Site de la ville de Meudon
- (fr) Portail du court métrage français